# Dongshan (Tainan)
Dongshan (東山鄉) es una ciudad rural ubicada en el condado de Tainan, al sur de la isla de Taiwán, República de China. Anteriormente se llamó Fanshe (番社).
Tiene una extensión de 124,98 km² y una población de 23.780 habitantes (en octubre de 2007).
- Datos: Q703924
- Multimedia: Dongshan District, Tainan / Q703924